# Strongheart
Strongheart er en amerikansk stumfilm fra 1914 af James Kirkwood Sr..

## Medvirkende
- Antonio Moreno som Frank Nelson.
- Blanche Sweet som Dorothy Nelson.
- Henry B. Walthall som Soangataha.
- Gertrude Robinson som Molly Livingston.
- Tom McEvoy som Dick Livingston